# 켄징턴궁

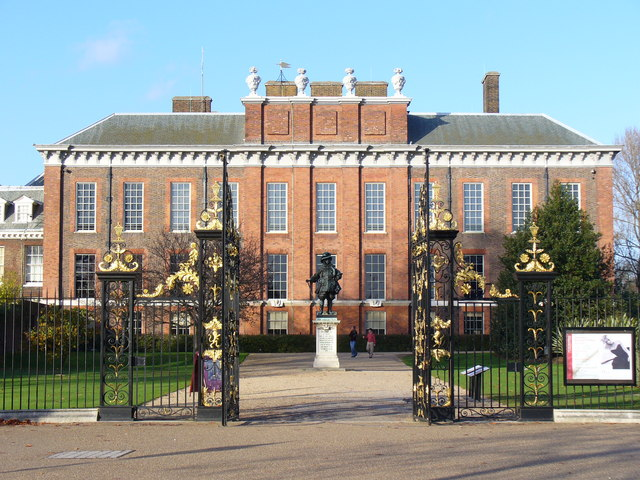
켄싱턴 궁전

켄싱턴 궁전(Kensington Palace)은 런던의 첼시 인근에 있는 궁전이다. 영국 왕가의 궁전으로 17세기 이후 줄곧 쓰여온 곳이다. 현재는 케임브리지 공작 윌리엄과 공작부인 캐서린 그리고 공자 조지, 웨일스 공자 해리, 글로스터 공작 리처드와 공작부인 비아지트, 켄트 공자 마이클과 공자빈 마리에의 공식적인 거주지다. 또한 자라 필립스의 비공식적 거주지이기도 하다.
1997년까지는 다이애나 왕세자비가 공식적인 생활을 했던 곳이다. 때문에 2005년 11월 말에 "다이애나 왕세자비 회고전"이 켄싱턴 궁전에서 열리기도 하였다.

## 역사
가장 초기에 지어진 17세기 초기의 건물은 노팅엄의 공작이 머무는 곳으로서 켄싱턴 마을에 지어졌다. 처음에는 상속자였던 윌리엄 3세에 의해 1689년 계획이 드러나게 되었는데 사실 왕이 안개가 낀 수도에서 벗어나 한적한 곳을 원했기 때문이었다. 당시 왕은 천식을 앓고 있어 더욱이 공기가 맑은 곳을 필요로 하였는데 켄싱턴 인근이 런던 교외이기는 했지만 햄프턴 궁전보다는 접근성이 좋았기 때문에 템스강으로 피적을 나갈 때면 들를 곳으로 궁전을 물색하게 되었다.
왕족이 쓰던 길은 하이드 파크 외곽에서 궁전까지 이어지는데 상당히 넓게 닦여 있다. 일부는 지금 로튼 거리(Rotten Row)로 쓰이기도 한다. 궁전은 크리스토퍼 렌 경에 의해 확장된 것이며 각 외곽마다 정각이 지어졌다.
70년강 켄싱턴 궁은 영국 군주들이 머물던 곳으로 사용되었지만 공식 업무를 비롯한 다른 일은 세인트 제임스 왕궁에서 가졌다. 메리 여왕이 이곳에서 홍역으로 1694년 승하하였다. 1702년에는 윌리엄 왕이 승마를 하던 중 말에서 떨어져 햄프턴 궁에서 켄싱턴 궁전으로 옮겨졌지만 곧 세상을 떠났다. 후에 앤 여왕의 침소로 사용되기도 하였다. 1704년 존 밴브로 경이 여왕을 위해 바로크 양식의 궁전을 디자인하였고 궁전이 만들어지기도 하였다.

## 같이 보기
- 켄징턴 가든스